# اکسی‌سفالی
اُکسی‌سفالی یا تیزسَری (انگلیسی: Oxycephaly) نوعی اختلال در استخوان سر انسان است که در آن، بالای جمجمه نوک‌دار و تیز یا مخروطی‌شکل است. علت این عارضه، بسته‌شدن زودتر از موعدِ درز تاجی به همراه یکی دیگر از درزهای جمجمه (مثلاً درز لامی) است. گاهی از این واژه برای بیانِ جوش‌خوردگی زودهنگام تمامی درزهای استخوان سر استفاده می‌شود.
تیزسری را نباید با سندرم کروزون اشتباه گرفت. اُکسی‌سفالی شدیدترین نوعِ جوش خوردن زودرس استخوان‌های جمجمه نوزاد است.
اکسی‌سفالی ممکن است با عوارض زیر همراه باشد:
- ضایعات عصب دهلیزی حلزونی
- فشار بر روی عصب بینایی
- کم‌توانی ذهنی
- انگشت‌چسبی